# David Bowie
David Robert Jones, beter bekend onder zijn artiestennaam David Bowie, (Brixton, Londen, 8 januari 1947 – New York, 10 januari 2016) was een Brits zanger, songwriter, muziekproducent en acteur. Hij wordt beschouwd als een van de invloedrijkste rockmuzikanten vanaf de jaren zestig tot heden.
David Bowie werd bekend door wereldhits zoals Space Oddity, Changes, Life on Mars?, Ziggy Stardust, Let's Dance, Absolute Beginners en Heroes. Bowie deed ook een aantal succesvolle duetten o.a. Under Pressure (met Queen), Dancing in the Street (met Mick Jagger) en Tonight (met Tina Turner). Daarnaast was hij bekend van zijn verschillende imago's, die vooral in zijn glamrock-periode in de jaren zeventig excentriek te noemen waren. Bowie was naast zijn carrière als artiest ook acteur in diverse films en producer van andere artiesten.

## Biografie

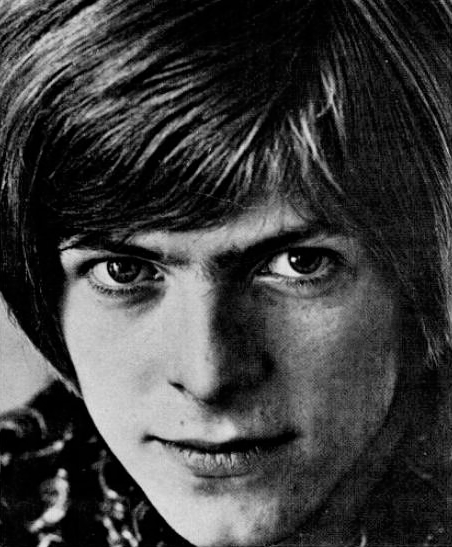
David Bowie in 1967

### Beginjaren
David Jones werd geboren in de Londense wijk Brixton en groeide op in Bromley, in het zuidoosten van Londen als zoon van John en Margaret "Peggy" Jones. Het gezin uit de middenklasse bestond verder uit Davids negen jaar oudere halfbroer Terry en zijn halfzussen Annette en Mary Ann. Tijdens een vechtpartij met zijn vriend George Underwood, toen Jones vijftien jaar was, raakte zijn linkeroog beschadigd doordat hij een vuistslag in het gezicht kreeg. Na enkele operaties kon Bowie nog steeds minder goed zien met zijn beschadigde oog. Zijn pupil kon door de beschadiging niet meer reageren op lichtvariaties, waardoor de iris een bruine kleur leek te hebben en zichtbaar verschilde van de hoofdkleur in zijn rechteroog. Het zou een van zijn handelsmerken worden.
Aanvankelijk was hij in de jaren zestig saxofonist en zanger in verschillende Londense bluesbandjes, zoals The Lower Third, de Konrads en de King Bees. Een van David Jones' grootste talenten was nieuwe trends te zetten, die navolging kregen over de hele wereld. Later in zijn carrière wist hij zijn imago aan te passen aan muzikale trends, waar hij zijn eigen invulling aan kon geven. Zijn muzikale invloed blijkt onder meer door het aantal artiesten dat aangeeft door hem muzikaal geïnspireerd te zijn (Simple Minds, U2, Pet Shop Boys, Placebo, Sonic Youth, Arcade Fire, Nine Inch Nails, Joy Division en vele anderen). Hij is beïnvloed door drama, van avant-garde en mime tot commedia dell'arte.
Hij gebruikte verschillende personages en pseudoniemen in zijn werk, waarvan Ziggy Stardust het bekendste is. De zanger koos in 1966 David Bowie als artiestennaam, omdat er al een Davy Jones als zanger actief was (de zanger van The Monkees). De achternaam Bowie is geleend van James Bowie, naar wie het bowiemes genoemd zou zijn.

### Eerste albums en bekendheid (1969–1971)
David Bowie verwierf zijn eerste grotere bekendheid met het nummer Space Oddity in 1969, dat samenviel met de eerste maanlanding en gebaseerd was op Stanley Kubricks film 2001: A Space Odyssey. Het was zijn eerste commerciële succes in het Verenigd Koninkrijk waar de single de vijfde plaats in de hitparade haalde. In Nederland bereikte de single in september 1969 een achtste plaats, en in de Verenigde Staten de vijftiende plek in de hitparade. Met de heruitgave in 1975 in Engeland bereikte hij zelfs de eerste plaats. In België bereikte de heruitgegeven single de twintigste plaats (januari 1976). Zijn eerste twee albums waren in eerste instantie geen groot succes. Beide albums werden in het Verenigd Koninkrijk uitgebracht met de titel David Bowie, wat tot verwarring leidde. In de Verenigde Staten heette het tweede album eerst Man of Words, Man of Music. In 1972 werd het tweede album opnieuw uitgebracht als Space Oddity. Daarmee haalde het album zowel in de Verenigde Staten als in het Verenigd Koninkrijk de Top 20.
In maart 1970 trouwde Bowie met Mary Angela Barnett (nu bekend als Angie Bowie). Later dat jaar bracht hij The Man Who Sold the World uit, waarbij hij de akoestische gitaar van Space Oddity voor een zwaarder rockgeluid verruilde, verzorgd door onder anderen gitarist Mick Ronson. Daarmee sloot hij aan bij de Britse hardrock van dat moment, hoewel ook op dit album Bowies drang tot vernieuwing bleek, onder meer door het gebruik van Latin-invloeden in het titelnummer. Rond deze tijd vormde hij ook zijn band The Spiders from Mars (als opvolger van Hype). Het titelnummer werd met succes gecoverd door Lulu in 1974 en door Nirvana in 1994 en later door vele andere zangers en bands. De hoes van The Man Who Sold the World was opvallend, omdat Bowie te zien was in een elegante jurk. Het was een van de eerste tekenen van de exploitatie van zijn androgyne uiterlijk. De hoes werd in de Verenigde Staten gecensureerd en kreeg een ander ontwerp.
Zijn volgende album, Hunky Dory (1971), kenmerkte zich deels door een terugkeer naar het geluid van Space Oddity, maar ook door Oh! You Pretty Things en het nummer Kooks. Dat laatste nummer werd opgedragen aan zijn op 30 mei 1971 geboren zoon Zowie, wiens volledige naam Duncan Zowie Heywood Jones is en als Duncan Jones filmregisseur werd. Bowie eerde op het album verder op ongebruikelijk directe manier enkele van zijn voorbeelden in de nummers Song for Bob Dylan, Andy Warhol en Queen Bitch (opgedragen aan de Velvet Underground). Het volgende jaar zou Bowie samen met Mick Ronson Lou Reeds solo-doorbraak Transformer produceren. Vergezeld van de hitsingle Life on Mars? verkocht Hunky Dory goed in het Verenigd Koninkrijk. Ook zijn zelfverklaarde biseksualiteit kon op veel aandacht rekenen – later zou hij er weer afstand van nemen. In de daaropvolgende periode van achttien maanden (1972 en 1973) had hij in het Verenigd Koninkrijk vier albums in de Top 10 staan en acht top-tienhits. Ook in Nederland en België begonnen zijn albums rond deze tijd steeds beter te verkopen.

### Ziggy Stardust (1972–1975)

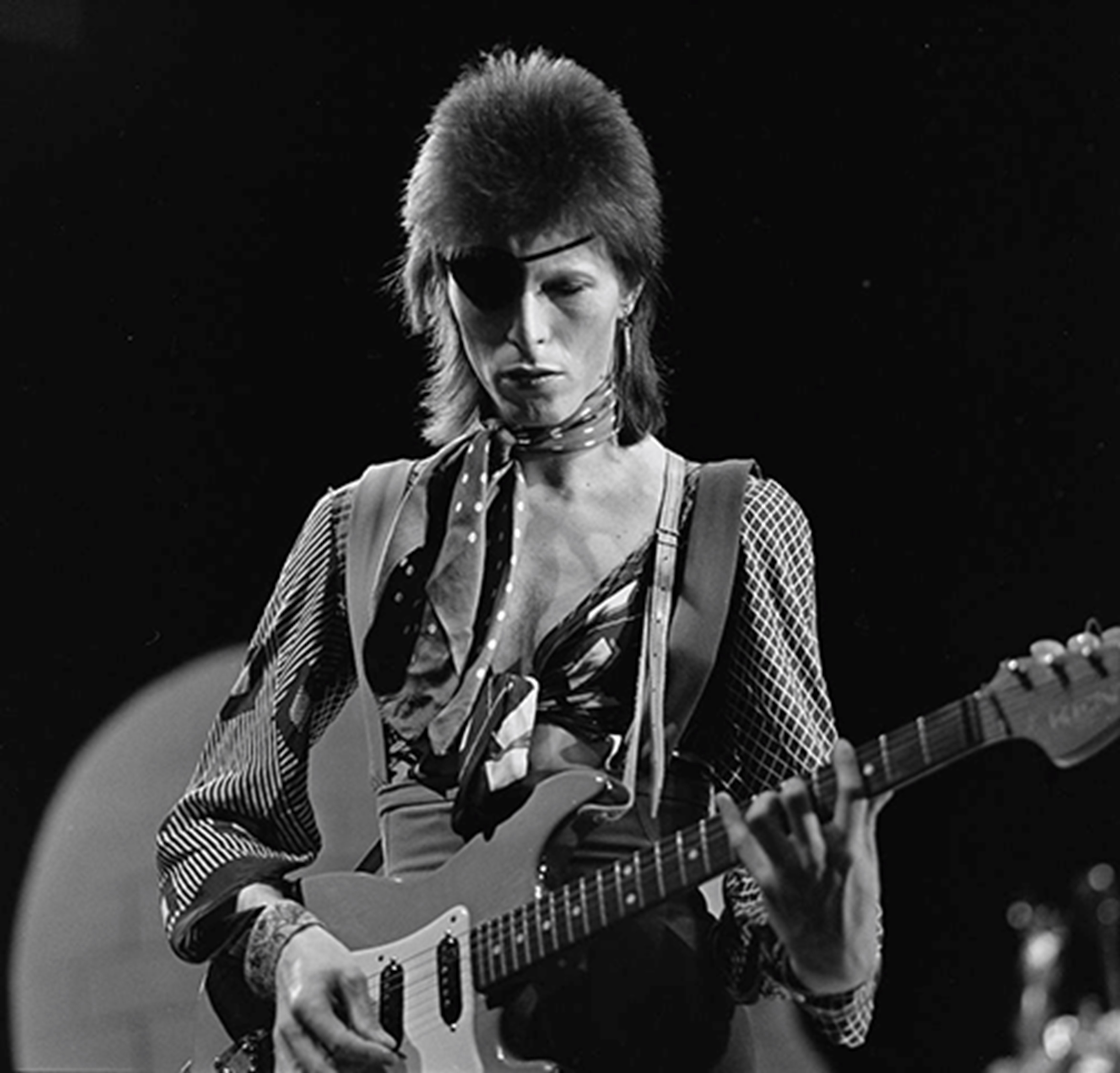
Bowie in TopPop (1974)

Zijn androgyne verschijning werd verder doorgevoerd op zijn volgende album The Rise and Fall of Ziggy Stardust and the Spiders from Mars (1972). Het album werd zowel commercieel als artistiek een succes. Ziggy Stardust is een van 's werelds bekendste conceptalbums en verhaalt over de carrière van de buitenaardse rockzanger "Ziggy Stardust". Bij diverse gelegenheden verklaarde Bowie dat de Britse rocker Vince Taylor met diens buitenissige beweringen omtrent zijn identiteit en herkomst model had gestaan voor Ziggy Stardust, maar het is ook duidelijk dat Bowie hierin flink is beïnvloed door de zanger Iggy Pop, die hij in 1971 leerde kennen. Het album wordt nog altijd hoog gewaardeerd. Het is op nummer 35 het hoogst geplaatste van zes Bowie-albums in de top 500 van meest invloedrijke albums aller tijden van het blad Rolling Stone. Het album valt te beschouwen als een reactie op zijn eigen beroemdheid en het conflict tussen zijn eigen idealen en de realiteit van het leven als een van de grootste sterren van dat moment. Dit thema werd verder doorgevoerd op het album Aladdin Sane (1973) met de hit The Jean Genie (nummer 7 in de Nederlandse Top 40) en de Rolling Stones-cover Let's Spend the Night Together.
David Bowie was in deze periode een van de pioniers en bekendste iconen van de glamrock. Een ander glamrock-icoon was Marc Bolan, voorman van de Britse formatie T. Rex. Bowie en Bolan waren goede vrienden en hebben elkaar in de glamrockperiode sterk beïnvloed. Het nummer Lady Stardust (van het album Ziggy Stardust) gaat volgens David Bowie over Marc Bolan.
Bowie voerde het personage Ziggy Stardust tot in het extreme door. Hij toerde en gaf persconferenties als Ziggy. Hier kwam een plotseling einde aan toen Bowie de Ziggy-periode abrupt dramatisch beëindigde door aan het eind van het liveconcert in het Londense Hammersmith Odeon op 3 juli 1973, te zeggen: "This is not only the last show of the tour, but it's the last that we'll ever do", waarna het laatste nummer Rock 'n' Roll Suicide werd ingezet. De muzikale zelfmoord van Ziggy Stardust werd daarmee gesymboliseerd. De fans waren geschokt, gilden toen ze dat hoorden en verlieten huilend het stadion, maar ook Bowies band was geschokt dat Bowie op deze manier volstrekt onverwacht het einde van Ziggy en ook van hun bestaan als Bowie band The Spiders from Mars aankondigde. Deze show werd later uitgebracht in 1983 als film en bijbehorende soundtrack onder de naam Ziggy Stardust - The Motion Picture. Een opgepoetste versie is in 2003 als de 30th Anniversary Edition verschenen. Bowies volgende album was muzikaal gezien een voortzetting van de Ziggy Stardust-periode: het jaren zestig cover-album Pin Ups (1973), waarop Bowie nummers coverde die hij vroeger als kind zelf erg goed vond. Als muzikanten werkten hieraan nog wel de Spiders-gitaristen Mick Ronson en Trevor Bolder mee. Het ambitieuze en futuristische volgende album Diamond Dogs (1974) zette een nieuwe stijl in: aan de ene kant rock, maar een koerswijziging in de richting van het soulgeluid van Young Americans werd al hoorbaar. Dat was vooral duidelijk in de grote live Diamond Dogs Tour in de Verenigde Staten. De choreografie van de tournee werd verzorgd door Toni Basil en stond bol van theatrale special effects. De tournee werd gefilmd door Alan Yentob voor de documentaire Cracked Actor.
Bowie gaf aan dat het livealbum David Live dat na de tour werd uitgebracht eigenlijk David Bowie is Alive and Well and Living Only in Theory zou moeten heten, waarschijnlijk een verwijzing naar zijn (door overmatig drugsgebruik) verwarde mentale toestand in deze periode. Desondanks verstevigde het album zijn status als superster, met een tweede plaats in de hitlijst in het Verenigd Koninkrijk en een achtste plek in de hitlijst in de Verenigde Staten. Bowie werkte in deze periode, behalve met Marc Bolan, ook samen met Lou Reed, Iggy Pop & The Stooges, Mott the Hoople en zangeres Lulu.

### Soul, drugs en Berlijn (1975–1979)
In 1975 veranderde Bowie zijn imago drastisch, zowel artistiek als qua uiterlijk. Hij was te zien in zijn eerste commerciële film, The Man Who Fell To Earth als alien die van zijn planeet naar de Aarde was gereisd om zijn planeet te redden, maar hier in de problemen kwam. Zijn eerste werk na deze zet was de dansbare soulplaat Young Americans. Dit was een groot verschil met zijn voorgaande werk. Hij verloor hiermee veel fans, maar trok ook weer veel nieuwe fans naar zich toe. Opvallend is ook het nummer Fame, een duet met John Lennon, die samen met Bowie en Carlos Alomar ook co-writer van het nummer was. Fame werd zijn eerste Amerikaanse nummer één-hit.
Ondertussen had Bowie zich gevestigd in Los Angeles en gebruikte veel drugs, vooral cocaïne. Op het album Station to Station (1976) introduceerde hij een nieuw en controversieel personage, genaamd The Thin White Duke, een gladde, koude, typisch Britse aristocraat. Het album was zijn tijd ver vooruit en kenmerkte zich door een kil new wavegeluid, vermengd met enkele funk- en disco-invloeden. Sommigen horen ook de invloed van Bowies zwaar toegenomen drugsgebruik in vooral het titelnummer, anderen zien in het album eerder toespelingen op occulte zaken, met name op de kabbalistische boom des levens (Kether en Malkut zoals ze in de tekst van het titelnummer voorkomen zijn namen van sefirot -stations- van de boom des levens). Ook in Bowies andere werk wordt soms gerefereerd aan het occulte, maar Bowie laat zich ook regelmatig beïnvloeden door andere spirituele richtingen, zoals het boeddhisme en het christendom. Het nummer Word on a Wing van hetzelfde album Station to Station is een regelrecht gebed tot God.

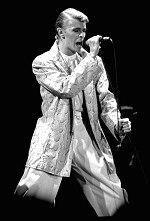
David Bowie in Oslo in 1978

Na de verschijning van dit album verhuisde Bowie naar Berlijn, deels om van zijn overmatig drugsgebruik af te komen en deels vanwege zijn groeiende interesse in de Duitse muziekscene. In 1976–1978 woonde hij in de Hauptstraße in het Berlijnse stadsdeel Schöneberg.
De Berlijnse periode is artistiek gezien een zeer interessante periode in de carrière van David Bowie. Hier begon de samenwerking met inspirator Brian Eno. Bowie produceerde in deze tijd zelf ook enkele artiesten, waaronder Iggy Pop. Het Iggy Pop-album The Idiot heeft opvallend veel Bowie-invloeden. Niet alleen zijn alle liedjes geschreven door Pop en Bowie samen, maar ook heeft Bowie alle muziek uitgevoerd, zoals Pop veel later in interviews vertelde. Van een "band", zoals de credits vermelden, is dus geen sprake. Hoogstens zijn er door sessie-muzikanten en leden van Bowie's band later delen 'ingedubd' in de opnamen. Ook zijn er in de nummers duidelijke verwijzingen te vinden naar het gezamenlijke uitgaansleven van Pop en Bowie in Berlijn, waarover de nummers Nightclubbing en Funtime (en overigens ook het nummer Beauty and the Beast op het Bowie-album "Heroes") verhalen.
Alle drie de Berlijnse albums werden invloedrijk: Low (1977) (hoewel niet opgenomen in Berlijn, maar in Frankrijk), "Heroes" (1977) en Lodger (1979). Alle drie de albums waren doorspekt met gewaagde artistieke experimenten en instrumentale nummers, en alle drie zijn in eerste instantie moeilijker toegankelijk dan Bowies eerdere werk. Ook het verdeelde Berlijn gaf inspiratie met de Koude Oorlog als decor. De grote nadruk op experimentele en instrumentale muziek was vooral gewaagd tegen de achtergrond van de op dat moment heersende punkbeweging. Toch verkochten Low en "Heroes" onverwacht goed. Van Low kwam zelfs de tot dan grootste Nederlandse hit, namelijk Sound and Vision (nummer twee in de hitparade). Het titelnummer van "Heroes" werd wereldwijd zelfs een grotere hit (nummer acht in de Nederlandse hitparade) en is tot op heden een van Bowies bekendste singles gebleven.
Materiaal van de drie Berlijnse albums werd later gebruikt voor de soundtrack van de film Christiane F. - Wir Kinder vom Bahnhof Zoo (1981), een in die tijd zeer controversiële (biografische) film over een veertienjarig Berlijns meisje dat verslaafd raakt aan heroïne en zich prostitueert. Christiane is een fan van Bowie, die een cameo in de film had en fors bijdroeg aan de soundtrack (onder meer een deels Duitstalige versie van Heroes (Helden).

### Superster in de jaren tachtig (1980–1988)

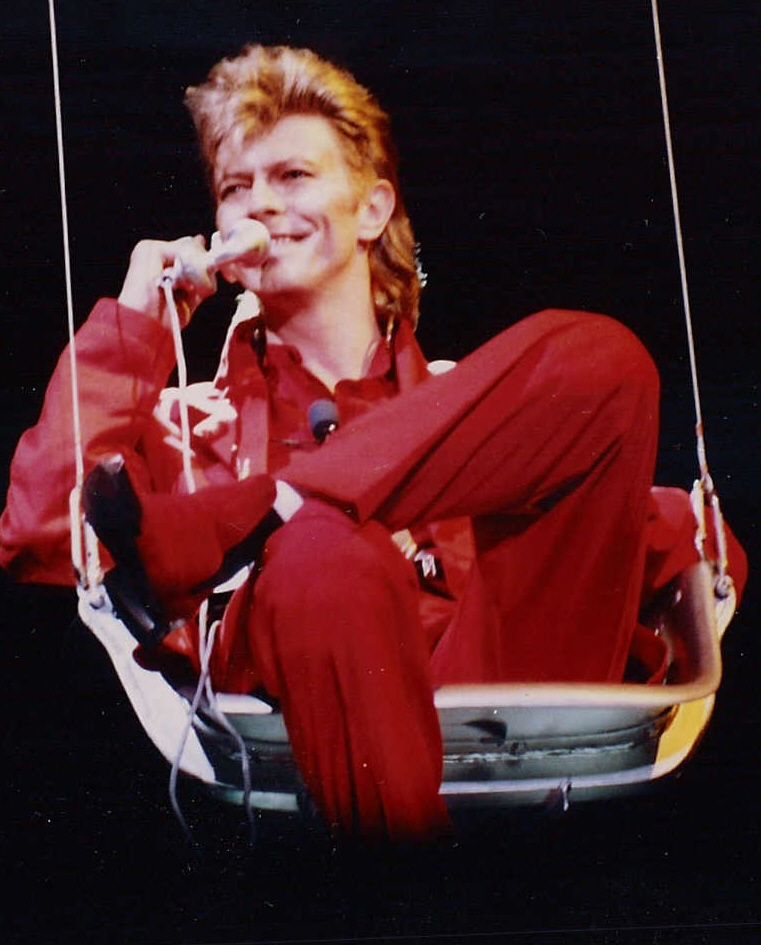
Glass Spider Tour (1987)

In 1980 kwam er een eind aan de Berlijnse jaren van Bowie. Met Scary Monsters (and Super Creeps) keek hij terug op zijn eigen carrière en met de single Ashes to Ashes had hij weer een grote hit. Het album gebruikte weliswaar de invloeden waarmee Bowie in Berlijn had kennisgemaakt, maar was zowel muzikaal als tekstueel veel directer dan de voorgaande albums. Mogelijk was dit een gevolg van de drastische veranderingen die Bowie in de periode voorafgaand aan het album had ondergaan. Hij scheidde van Angela Bowie en onderging een ontwenningskuur voor zijn drugsgebruik. Veel mensen zagen dit album als zijn voorlopig laatste, omdat het ernaar uitzag dat Bowie zich ging richten op zijn film- en theatercarrière (onder meer stond hij drie maanden op het toneel van Broadway als de Elephant Man). In 1981 had hij samen met Queen nog wel een nummer 1-hit met de klassieker Under Pressure. In 1982 werkte hij samen met discoproducer Giorgio Moroder voor de soundtrack van de film Cat People en verscheen zijn eind jaren zeventig opgenomen duet Peace on Earth/Little Drummer Boy met Bing Crosby op (kerst)single.
Het duurde tot 1983 voor David Bowie een nieuw album uitbracht. Het toegankelijke album Let's Dance en de bijbehorende hitsingles Modern Love, China Girl en het titelnummer werden enorme commerciële successen die Bowie tot superster maakten. Het album werd geproduceerd door Nile Rodgers (Chic) en alle singles werden voorzien van videoclips die op de in deze jaren nieuwe zender MTV vaak te zien waren. Samen met de Serious Moonlight Tour trok hij overal ter wereld volle stadions. De gitarist op het album, Stevie Ray Vaughan, werd in de tournee vervangen door Earl Slick. In 1983 speelde Bowie ook in de films The Hunger en Furyo (beter bekend als Merry Christmas, Mr. Lawrence).
De opvolger Tonight (1984) werd door sommige critici gezien als een luie poging om het succes van Let's Dance te evenaren, terwijl anderen het daarentegen geslaagder vonden dan Let's Dance. Het succes van Let's Dance evenaren lukte echter maar gedeeltelijk, door middel van het van Iggy Pop teruggeleende Tonight, een duet met Tina Turner, en de hit Blue Jean. Dit laatste nummer ging vergezeld van een twintig minuten durend filmpje waaruit Bowies jarenlange belangstelling voor de combinatie drama en muziek bleek. Het album bevat weinig nieuwe liedjes: meer dan de helft van het album bestaat uit covers van Iggy Pop-nummers of eerder door Iggy Pop uitgebracht repertoire.
Het jaar daarop had Bowie toch weer een nummer 1-hit met This Is Not America, met de Pat Metheny Group. Dit nummer kwam uit de film The Falcon and the Snowman. Later dat jaar had hij weer een nummer 1-hit. Deze keer vertolkte hij samen met Mick Jagger de Martha Reeves & the Vandellas-hit, Dancing in the Street, opgenomen in het kader van Live Aid. Hierna speelde hij een hoofdrol in de film Labyrinth (1986), waarvan het nummer Underground in Nederland de top 10 haalde. In 1986 speelde hij een rol in de film Absolute Beginners, en de door hem geschreven titelsong werd een hit.
In 1987 kwam het volgende album van Bowie uit, Never Let Me Down. De plaat werd door critici, maar ook fans, genadeloos de grond in geboord. Desalniettemin werd de single Day-In Day-Out een hitje en was de begeleidende Glass Spider Tour commercieel een groter succes dan het album. Artistiek sloeg deze tournee de plank mis, iets wat door Bowie later volmondig erkend werd. Hij nam in een interview afstand van het album, maar veranderde zijn mening toen bleek dat het album in de Verenigde Staten wél een commercieel succes werd. Het opvallende is dat het in dezelfde periode opgenomen en door Bowie geproduceerde Iggy Pop-album Blah Blah Blah wel van grote creatieve kwaliteit is. Dit album wordt vanwege de invloed van Bowie (nummers als Isolation, Hideaway en Shades) door veel Bowie-fans beter gewaardeerd dan Bowies eigen producten in die tijd. Vervolgens werd het even stil rond Bowie als soloartiest. In 1988 had hij nog één hit met een live-versie van het nummer Tonight, in duet met Tina Turner.

### Tin Machine (1988–1990)
In 1988 vormde Bowie, voor het eerst sinds de jaren zestig, een rockband, genaamd Tin Machine. Tin Machine was een viertal, waar naast Bowie gitarist Reeves Gabrels, bassist Tony Sales en drummer Hunt Sales in zaten. Tin Machine bracht in 1989 het album Tin Machine uit, waarbij Bowie zijn wens liet blijken om weer muziek te maken voor zichzelf en niet voor de massa, zoals de albums hiervoor. Bowie trad met Tin Machine op in kleine zalen, waaronder Paradiso. Bowie had er duidelijk veel plezier in om op te treden in kleine zalen en kleine tournees te maken in plaats van grote wereldwijde. Het was voor hem een periode om de pretenties wat te temperen en nieuwe inspiratie op te doen. Dat werd echter door veel fans niet begrepen.
In 1991 verscheen het album Tin Machine II. Door de critici werd dit album evenals de voorganger met gemengde gevoelens ontvangen. Het album werd ondersteund met een tournee (liveopnamen van deze tournee verschenen in 1992 op het album Oy Vey, Baby). Vervolgens werd de band officieus ontbonden.

### Sinds de jaren negentig (1990–2007)

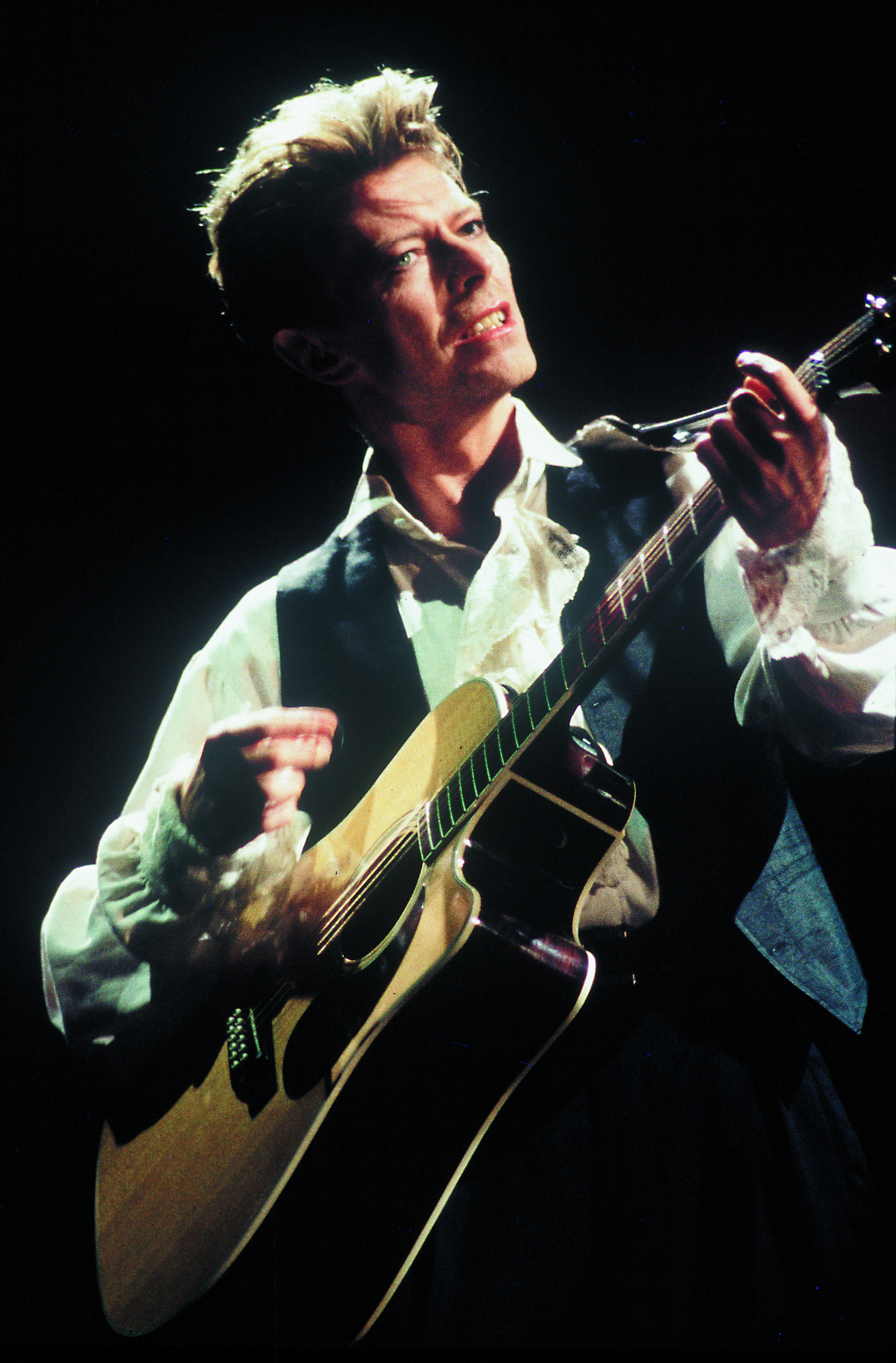
David Bowie in 1990

Na de artistieke flop Never Let Me Down en zijn ervaringen in de band Tin Machine besloot Bowie dat het weer tijd was voor verandering. In 1990 werden al zijn klassieke albums op cd uitgebracht door Ryko/EMI, waardoor Bowie de kans schoon zag zijn grote hits ten grave te dragen. Moe van het oeverloos herhalen van zijn grootste successen, wilde hij deze tijdens de Sound+Vision Tour voor de laatste keer live ten gehore brengen. In deze tournee was een grote rol weggelegd voor gitarist Adrian Belew, met wie hij ook het duet Pretty Pink Rose had opgenomen.
In 1992 trouwde Bowie met voormalig fotomodel Iman Abdulmajid. Speciaal voor de huwelijksceremonie schreef Bowie een aantal instrumentale nummers, die in 1993 op het album Black Tie White Noise verschenen. Het album was wederom geproduceerd door Nile Rodgers, en bevatte een aantal sterke tracks, zoals de cover van Creams I Feel Free met Mick Ronson op gitaar en de hitsingle Jump They Say, met als thema de zelfmoord van zijn halfbroer Terry. Mede doordat het label waarop het album in de Verenigde Staten werd uitgebracht (Savage) failliet ging, was er maar een beperkte promotie, en het album werd al snel weer vergeten.
In 2003 kreeg het album opnieuw aandacht doordat er een speciale, uitgebreide editie van verscheen, bestaande uit de oude cd, een cd met speciale versies van nummers, en een dvd met daarin videoclips van de nummers en een aantal clips die speciaal waren opgenomen voor vertoning op het huwelijksfeest van Bowie en Iman. In 1993 schreef Bowie de soundtrack voor de BBC-miniserie The Buddha of Suburbia, naar het boek van Hanif Kureishi, maar ook dit album werd nauwelijks opgemerkt.
In 1995 kwam Bowie terug met 1. Outside, waarbij hij opnieuw samenwerkte met Brian Eno. Het album werd omschreven als een vreemd, conceptueel en moeilijk toegankelijk album. Het staat vol met gelezen fragmenten over moord, marteling en andere gruweldaden en daartussen staan de nummers. Op dit album is de toenemende invloed van gitarist Reeves Gabrels sterk merkbaar. Er werd gezegd dat dit het eerste album zou zijn in een serie van vijf, en zelfs de titels van de volgende albums (die tot op heden niet zijn verschenen) werden al bekendgemaakt. Wereldwijd kreeg Bowie positieve artikelen en recensies in de bladen. Een grootschalige tournee volgde, waarin Bowie zijn in 1990 gedane belofte zijn oude nummers niet meer te spelen alweer verbrak. Het nummer Hallo Spaceboy werd in 1996 in de remix van de Pet Shop Boys (inclusief verwijzingen naar Major Tom) een bescheiden hit. Voor het eerst sinds Scary Monsters had Bowie ook de critici weer (bijna) unaniem aan zijn zijde.
Het in 1997 verschenen album Earthling haakte aan bij de toen hippe junglemuziek, maar bevat desalniettemin een aantal sterke nummers (zoals I'm Afraid of Americans dat vagelijk doet denken aan What You Got van John Lennon en Little Wonder). Dit album werd eveneens gevolgd door een tournee, waarin ook nummers uit de Berlijntijd (zoals V-2 Schneider van "Heroes") van een modern jasje werden voorzien. Tijdens de Earthling Tour trad ook Nine Inch Nails-zanger Trent Reznor een aantal maal samen met Bowie op en in de videoclip van I'm Afraid of Americans is hij de man die een bange Bowie in New York achtervolgt.

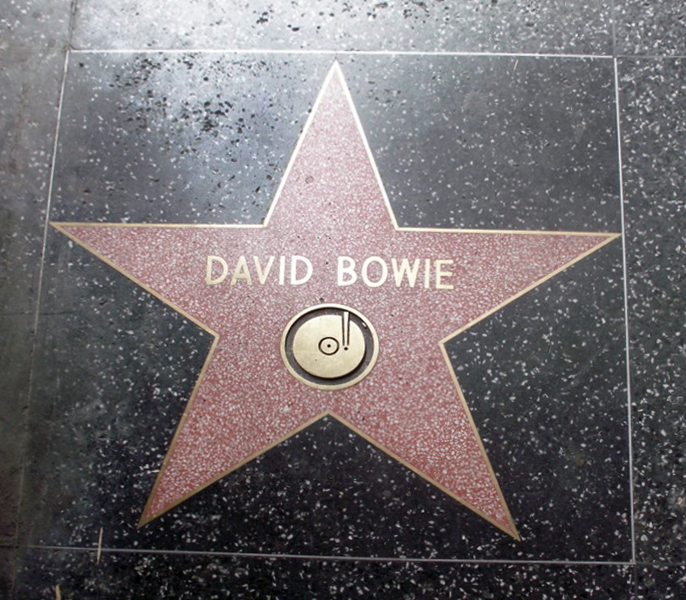
David Bowies ster op de Hollywood Walk of Fame

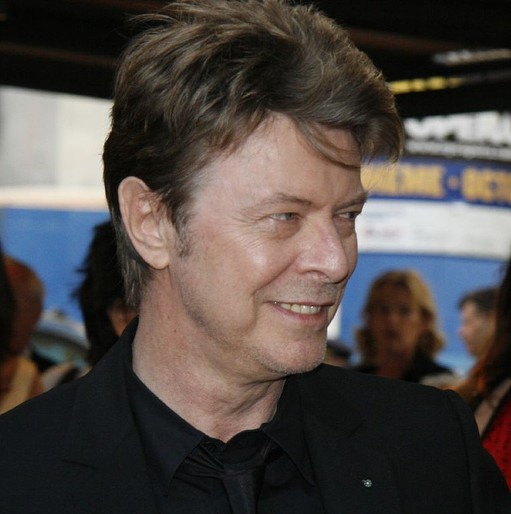
David Bowie in 2004, tijdens het uitkomen van Reality

De albums hours... (1999), Heathen (2002) en Reality (2003) lieten een terugkeer zien naar de singer-songwriterperiode van Hunky Dory. Deze drie albums werden door velen gezien als een trilogie.
De verschijning van het album ToY, met nieuw opgenomen versies van nummers uit zijn beginperiode, stond gepland voor het jaar 2001. De publicatie ging echter niet door, terwijl de hoes al was ontworpen. Een aantal liedjes van dit album verscheen als extra nummer op cd-singles uit de Heathenperiode (nieuw opgenomen versies van Baby Loves That Way, You've Got a Habit of Leaving en Conversation Piece, nummers uit 1967, en een nieuwe versie van Shadow Man, een nooit eerder uitgebracht lied uit 1968).
Op het album Reality verscheen een nieuwe versie van Rebel Rebel. Op het album Heathen staan de nieuwe nummers Afraid en Slip Away, een ode aan Bowies favoriete kinderprogramma uit zijn jeugd, Uncle Floyd. Het nummer Yesterday door Bowie (een cover van het Beatles-nummer), dat op internet circuleert, was wellicht ook voor ToY bestemd.
Het album Reality werd op een bijzondere wijze aan fans en pers gepresenteerd. Op een groot aantal plaatsen in Europa kon op een groot scherm via satelliet het liveconcert worden gevolgd waarop Bowie en zijn band alle nummers van Reality ten gehore brachten. De reacties van fans en pers waren positief. Een dvd van dit concert werd later toegevoegd aan een speciale editie van de cd Reality.
Bowie begon in september 2003 aan een ambitieus opgezette tournee van meer dan honderd concerten in anderhalf jaar. Deze werd in 2004 echter voortijdig afgebroken vanwege gezondheidsproblemen, naar later bleek een lichte hartaanval. Van de A Reality Tour verscheen in 2004 een dvd (A Reality Tour) met daarop het concert in Dublin. Sindsdien is het rustig rond David Bowie. Hij trad nog op tijdens de Fashion Rocks, waar hij Life on Mars? en Five Years en het nummer Wake Up ten gehore bracht, samen met de band Arcade Fire. Op 8 februari 2006 kreeg hij een Grammy Award uitgereikt voor zijn gehele oeuvre.
Op eerste kerstdag 2006 verscheen een speciale cd-single van Bowie met David Gilmour van Pink Floyd, waarop het overlijden van Pink Floyd-oprichter Syd Barrett werd herdacht. Bowie zong op de cd een van de versies van het nummer Arnold Layne. De single was slechts een week verkrijgbaar en kon daarna drie weken lang via iTunes worden gedownload. Rond David Bowies zestigste verjaardag in 2007 verschenen er in muziekbladen veel artikelen en een uitgebreide documentaire op de BBC.

### Latere leven (2007–2013)

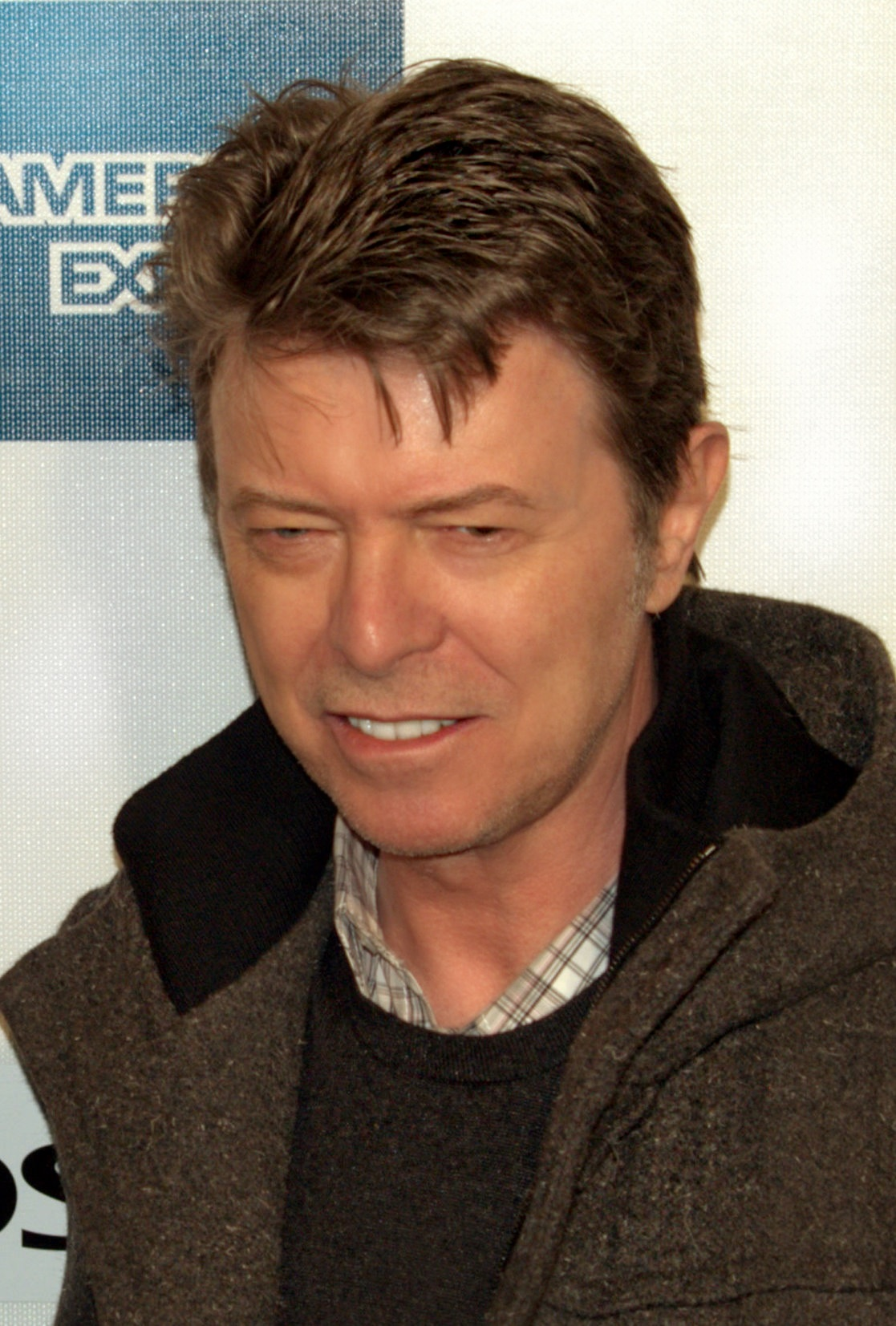
David Bowie in 2009

Tussen 2004 en 2013 leek Bowie zich vooral bezig te houden met zijn gezin en bemoeide hij zich muzikaal vooral met het opnieuw uitbrengen van ouder materiaal of het meewerken aan opnamen van andere artiesten, zoals de Amerikaanse band TV on the Radio, waar Bowie onder meer meezong in de nummers Province en Wasted Weekend, en het debuutalbum van de als actrice bekende Scarlett Johansson, waarop Bowie backing vocals zong in de nummers Falling Down en Fanning Street. Af en toe trad hij nog live op of was hij te zien in een film, zoals in The Prestige waar hij het natuurkundig genie Nikola Tesla speelde. Verder bezocht hij met zijn vrouw Iman regelmatig het New Yorkse uitgaansleven. Bowie was als vader ook aanwezig bij de première van de sf-film Moon, de eerste speelfilm die zijn zoon Duncan Jones regisseerde. Verder was Bowie een van de Amerikaanse insprekers van de film Arthur and the Invisibles en sprak hij een personage in voor SpongeBob SquarePants.
Bowiefans verwachtten in 2009 een nieuwe cd na een twittersessie met zijn vrouw Iman, waarin zij meldde dat haar man "iets op het vuur had staan dat zijn fans zeker zou interesseren". Hun lange wachten werd pas in 2013 beloond. In april 2010 meldden de media dat Bowie op dat moment al anderhalf jaar met een zekere regelmaat bezig zou zijn met zijn autobiografie. De Amerikaanse uitgever JLPG (Jasper Lookfoil Publishing Group) maakte bekend dat Bowie een vooruitbetaling van 11 miljoen dollar gekregen heeft voor de exclusieve rechten op het uitbrengen van zijn autobiografie. Het boek is echter nooit verschenen.
In het voorjaar van 2011 werd het hele album ToY op internet gezet, in high definition-cd-kwaliteit, door "een David Bowie-fan", die "het zat was nog langer te wachten en vond dat het album te mooi was om op de plank te blijven liggen". Compleet met informatiesheet en coverdesign werd het album gratis via links op sites voor Bowie-fans verspreid. Naast de nummers die via Heathen en de singles al bekend waren, stond er nog een aantal andere nummers op, zoals volledig nieuwe en soms verrassende versies van Silly Boy Blue, The London Boys, I Dig Everything, Let Me Sleep Beside You en Liza Jane. Verder nog het nieuwe nummer Toy en Hole in the Ground, een nieuw opgenomen versie van een oude, onbekende demo.
De nummers die al bekend waren van Heathen en de Heathen-singles zijn op het album ToY anders gemixt, waardoor bijvoorbeeld het verborgen "So Sad"-fragment van Iggy Pop aan het eind van You've Got a Habit of Leaving veel beter te horen is dan op het album Heathen. Slip Away heet hier (net als in de Reality Tour) Uncle Floyd, en klinkt heel anders dan de nieuw opgenomen versie op Heathen. Het begint met een imitatie van Bowies favoriete kinderprogramma Uncle Floyd.
In augustus 2011 werd er wel een Bowie-biografie gepubliceerd door Paul Trynka, voormalig hoofdredacteur van het gezaghebbende Britse muziekblad Mojo, getiteld Starman, naar een nummer van de lp Ziggy Stardust. In een interview met muzieksite Spinner meldde Trynka dat het een wonder zou zijn als Bowie nog nieuwe muziek zou uitbrengen, but miracles do happen.

### The Next Day(2013–2015)
Op 8 maart 2013 kwam het album The Next Day uit. De eerste single uit dat album, Where Are We Now?, kwam onaangekondigd uit in de vroege ochtend van 8 januari 2013, Bowies 66e verjaardag. Het werd aangekondigd via een Twitterbericht dat insloeg als een bom. Wereldwijd brachten media het nieuws van de 'terugkeer' van David Bowie. Zelfs het NOS Journaal besteedde er op televisie ruime aandacht aan. Het nummer Where Are We Now? was direct te downloaden en werd zo vaak via internet verkocht dat het nummer nog dezelfde middag in meer dan 20 landen op de eerste plaats van de iTunes hitlijsten stond. De nieuwe single en de aankondiging van het nieuwe album dat twee maanden later zou komen, zorgde wereldwijd voor een enorme hausse aan berichten en artikelen op websites, in kranten en tijdschriften en veel aandacht op radio en televisie. Bowie was na jarenlange stilte weer helemaal 'terug'.
Het album The Next Day werd opgenomen in New York en geproduceerd door Tony Visconti. Ook de tracks The Stars (Are Out Tonight), The Next Day en Valentine's Day verschenen als single. Van alle vier de singles werden door Bowie ook videoclips gemaakt. Bowie maakte in de eerste twee hiervan gebruik van beroemdheden als Tilda Swinton, Gary Oldman en Marion Cotillard. Het album stond wekenlang op nummer 1, Bowies eerste album sinds Black Tie White Noise met deze notering. The Next Day werd het album met verreweg de meeste tracks. Er bestaan vele versies van het album. De standaard versie bevat 17 nummers. De Deluxe versie heeft 3 nummers extra. De Japanse editie heeft daarbij nog een extra bonus track. Daarbovenop kwam enige tijd later ook nog de digitale ep The Next Day Extra uit met drie nieuwe nummers en twee andere mixen van nummers van het album. Ten slotte kwam er nog een The Next Day box uit waar op verschillende cd's alle nummers staan: in totaal 25 nummers. Sommigen vinden dat het wel iets minder had gekund, omdat er enkele nummers wat minder worden gewaardeerd, maar over het algemeen is de waardering van fans en critici voor het album groot.

### TentoonstellingDavid Bowie Is
Sinds 2013 trekt de internationale tentoonstelling 'David Bowie Is' de wereld rond met meer dan 300 objecten, waaronder kostuums, handgeschreven songteksten, kunstwerken en meer. De verzameling van de voorbije 50 jaar toont hoe David Bowie werd beïnvloed door kunst, theater, mode en muziek. De multi-mediale expositie is samengesteld door het Victoria and Albert Museum in Londen en laat Bowies carrière van begin tot eind zien, in honderden grote en kleine objecten. Bezoekers horen op hun koptelefoon commentaar bij de dingen die ze bekijken. Eind 2015 strijkt de tentoonstelling neer in het Groninger Museum en wordt een enorm succes. Tijdens deze tentoonstelling wordt op 10 januari 2016 plotseling bekend dat David Bowie is overleden. Dat leidt nog eens tot een forse toename van de belangstelling. Op 10 januari zoekt een groot aantal aangeslagen Bowiefans troost in het museum en ook in de weken erna is de belangstelling enorm. Niet alleen Nederlanders bezoeken de tentoonstelling, maar er zijn ook veel bezoekers uit het buitenland. De stad Groningen vaart er wel bij. Groningen is maandenlang een 'Bowiestad'. Veel winkels hebben iets met Bowie in de etalage en natuurlijk doen ook muziekwinkels goede zaken met het volledige Bowie-repertoir. Het Groninger Museum weet vanwege de grote belangstelling de expositie met een maand te verlengen. In totaal heeft David Bowie Is in Groningen 200.700 bezoekers getrokken. De tentoonstelling trok alleen in Londen een groter publiek, maar in wereldsteden als Berlijn, Parijs, Melbourne, Toronto, Sao Paulo en Chicago werden zulke bezoekersaantallen niet gehaald. Intussen reist de tentoonstelling verder.

### Blackstaren overlijden (2015–2016)
De video voor de single Blackstar – een bijna tien minuten durend nummer dat werd geschreven als titelmuziek voor de tv-serie The Last Panthers – verscheen wereldwijd op 19 november 2015. Op 7 december 2015 ging in New York de musical Lazarus in première, die werd geregisseerd door de Belgische regisseur Ivo van Hove. De naam Lazarus is waarschijnlijk afkomstig van de Bijbelfiguur, die volgens het Evangelie naar Johannes door Jezus na zijn overlijden tot leven werd gewekt. In elk geval werd voor deze musical Thomas Jerome Newton, de door Bowie gespeelde hoofdpersoon uit de sf-film The Man Who Fell to Earth tot leven gewekt, want deze persoon speelt een centrale rol in het theaterstuk Lazarus. Voor deze musical werd bestaande muziek van David Bowie gebruikt, maar hij heeft speciaal voor deze productie ook vier nieuwe nummers geschreven, die in oktober 2016 zijn uitgebracht op het castalbum van Lazarus. Op dit album staat een groot aantal Bowie-liedjes, uitgevoerd door de cast van de musical met zanger Michael C. Hall. Op een aparte cd/lp staan de vier composities die Bowie speciaal voor de musical Lazarus heeft geschreven en opgenomen: No Plan, Killing a Little Time, When I Met You en de originele versie van het nummer Lazarus.
Op 8 januari 2016 (zijn verjaardag) bracht Bowie zijn laatste studioalbum uit, getiteld Blackstar (gestileerd als ★). De musici met wie Bowie jarenlang had samengewerkt, werden vervangen door jazzmusici.
Op 10 januari 2016 overleed Bowie in New York, twee dagen na zijn negenenzestigste verjaardag en na het uitkomen van zijn album Blackstar. Zijn dood was voor de media, fans, collega's en zelfs zijn meeste vrienden onverwacht. In de nacht van zijn overlijden twitterde Bowies vrouw Iman de tekst "The struggle is real, but so is God". Het bericht van Bowies dood wordt – eveneens via Twitter – bekendgemaakt door Bowies zoon Duncan Jones die laat weten dat hij "helaas" moet bevestigen dat zijn vader is overleden. Op 18 september 2016 schreef popjournaliste Lesley-Ann Jones in de Britse boulevardkrant Mail on Sunday dat Bowie zijn dood zelf zou hebben geënsceneerd. Ze baseert zich daarvoor op uitspraken van oud-BBC-presentator Andy Peebles en producer Simon Napier-Bell. Afgezien van het feit dat deze krant in het algemeen wordt beschouwd als een populistische krant met veel showbizz-roddels is het niet aannemelijk dat Bowie het moment van zijn dood zelf heeft bepaald. Bewijzen hiervoor zijn er niet en uitspraken van anderen uit Bowies vriendenkring zijn daarmee in tegenspraak. Producer Tony Visconti, die naast Bowies laatste album ook vele andere Bowie-albums produceerde, vertelde in een interview dat Bowie hem een week voor zijn overlijden zelfs nog had opgebeld om te praten over de opnamen voor een volgend album. Bowie vertelde hem dat hij in de maanden ervoor juist vijf demo's van nieuwe nummers had opgenomen in zijn eigen huisstudio. Dit wijst erop dat Bowie het exacte moment van zijn dood zeker niet heeft zien aankomen. Bowie heeft weliswaar zijn afscheid zorgvuldig georganiseerd, maar niet zijn dood, zo lijkt het.
In de zomer van 2014 was al ontdekt dat Bowie leed aan leverkanker, maar Bowie heeft zijn ziekte volledig buiten de publiciteit gehouden. Alleen de mensen met wie hij direct werkte wisten ervan. Voor de meeste muziekcritici werd pas na het overlijden van Bowie duidelijk dat op het album Blackstar een groot aantal concrete verwijzingen naar zijn aanstaande overlijden was verwerkt in de tekst van de nummers, de vormgeving van de albumhoes en de videoclips. Vooral de clip bij het nummer Lazarus kan bij nader inzien als een soort zwanenzang worden beschouwd.

### Golf van nieuws na Bowies overlijden
Bowies dood veroorzaakt wereldwijd opnieuw een golf van Bowie-nieuws. Alle media pikken het nieuws vroeg in de ochtend onmiddellijk op. De NOS besteedt in het 8 uur-journaal zelfs 10 minuten aan Bowies plotselinge overlijden. De schok van het overlijden en de totale onbekendheid van Bowies ziekte worden vermengd met grote bewondering voor het feit dat Bowie tot het laatst heeft doorgewerkt en – naar achteraf pas blijkt – zijn afscheid in die anderhalf jaar zorgvuldig heeft voorbereid met het theaterstuk Lazarus en het album Blackstar. De opnamen voor de laatste video Lazarus, die twee dagen voor zijn dood wordt gelanceerd, zijn twee maanden voor zijn dood gemaakt. Regisseur Johan Renck verklaart dat hij het ongelooflijk vond dat Bowie ondanks zijn ziekte en zwakheid een hele dag de tijd nam om de opnamen voor de video te maken. In de videoclip ligt een doodzieke Bowie in een ziekenhuisbed, die zingt "Look up here, I'm in heaven". Zijn geest, gekleed in hetzelfde gestreepte pak dat Bowie in de tijd van Station to Station droeg, zittend achter een tafel, vertwijfeld proberend om nog een laatste boodschap op te schrijven voordat hij na een laatste houterig dansje verdwijnt in een kast, die mogelijk symbool staat voor de dood. Volgens Tony Visconti, Bowies producer, was de videoclip door Bowie gemaakt als afscheid en een verbeelding van zijn doodsstrijd.
Direct na Bowies overlijden was er dagenlang onduidelijkheid over een eventueel officieel afscheid.
Enkele dagen na zijn dood maakt de organisatie van David Bowie namens de familie bekend dat er geen officieel georganiseerd afscheid zou komen. Iedereen werd opgeroepen op eigen wijze afscheid van Bowie te nemen. Lange tijd was het onduidelijk wat er precies was gebeurd, maar uiteindelijk werd bekend dat zijn lichaam op 12 januari in New Jersey gecremeerd was en dat er een kleine herdenking in familiekring was gehouden. Niet zoals Bowie in zijn testament had laten opnemen: "crematie op Boeddhistische wijze" op het eiland Bali, waarna zijn as op het Indonesische eiland zou worden verstrooid. Wat er met zijn as is gebeurd is niet bekend. Berichten dat een petekind van David Bowie met toestemming van zijn familie een deel van zijn as zou hebben uitgestrooid op het Burning Man festival in Nevada, werden met klem tegengesproken door Bowies zoon Duncan Jones, die op Twitter schreef dat het absoluut uit de lucht gegrepen was en a kind of gross claim. Jones schreef ook dat hij "zich steeds weer verbaast over wat sommige mensen doen om in de aandacht te komen".
Na zijn dood kwamen overal op de wereld Bowiefans tezamen, onder meer in het Londense stadsdeel Brixton, waar Bowie is geboren. Maandenlang werden daar bij een grote Ziggy Stardust-muurschildering bloemen neergelegd. Op allerlei plaatsen in de wereld werden concerten ter nagedachtenis aan Bowie gehouden, waarbij veel artiesten nummers van Bowie zongen. Hoewel de gang van zaken rond zijn crematie lang onduidelijk bleef, werd Bowies testament wel volledig gepubliceerd. De helft van zijn nalatenschap is toebedeeld aan zijn vrouw Iman, de andere helft aan zijn dochter Alexandria en zijn zoon Duncan Jones. Ook een kindermeisje en Coco Schwab, de persoonlijke assistente die Bowie meer dan 40 jaar terzijde stond bij alles wat hij deed, kregen een geldbedrag.

### Zorgvuldig geplande finale
Producer Tony Visconti verklaarde na Bowies dood dat het album Blackstar door Bowie was bedoeld als afscheidsgeschenk voor zijn fans als een zorgvuldig geplande "finale".
Na Bowies dood vertelde Tony Visconti in een interview met het Amerikaanse muziekblad Rolling Stone dat Bowie hem een jaar geleden had verteld dat hij aan kanker leed, maar in de zomer van 2015 hoorde dat behandelingen goed waren aangeslagen. De kanker kwam later echter terug en in november 2015 wist Bowie dat hij ongeneeslijk ziek was. Volgens Visconti heeft Bowie in de weken voor zijn dood nog vijf nieuwe nummers geschreven en belde Bowie hem een week voor zijn dood nog op om afspraken te maken voor de opname van een volgend album. "Bowie moet hebben gedacht dat hij nog een paar maanden langer zou leven," aldus Visconti in Rolling Stone. Er zijn drie nieuwe nummers die David Bowie voor Lazarus schreef en volgens de band zijn er ook nog zeven opgenomen nummers die niet op het album Blackstar zijn verschenen. Ook zijn er nog veel nummers die ooit bij andere studiosessies zijn opgenomen, maar nooit zijn uitgebracht. De drie nieuwe nummers die Bowie schreef voor de musical zijn inmiddels uitgebracht op het castalbum van Lazarus.
In het najaar van 2016 verschenen een groot aantal boeken en fotoboeken over David Bowie. De meeste aandacht trokken daarbij het fotoboek Bowie by O'Neill, dat foto's bevat die fotograaf Terry O'Neill in de Ziggy Stardust-periode van Bowie maakte. Eind oktober verscheen de langverwachte update van het bekende naslagwerk The Complete David Bowie door Nicholas Pegg. Dit boek van 800 bladzijden bevat informatie over alle Bowie-songs ooit geschreven of opgenomen, albums, opnamesessies, tournees, concerten, films en kunst. Ook verscheen een aantal albums. De box Who Can I Be Now? (1974–1976) die de periode beslaat van Diamond Dogs tot Station to Station was al gepland. Andere Bowie-albums betreffen vooral compilatiealbums. Ook verscheen de allereerste soundtrack van de speelfilm The Man Who Fell to Earth, die om onduidelijke redenen nooit eerder was uitgebracht. Dit album bevat speciaal voor de film gecomponeerde muziek en een fotoboek bij de deluxe-editie, maar geen muziek van Bowie zelf.
De soundtrack voor The Man Who Fell to Earth, waaraan Bowie samen met Paul Buckmaster werkte, is waarschijnlijk nooit afgemaakt. Ten minste één nummer verscheen onder de titel Subterraneans op het album Low. Het is onbekend of andere opgenomen tracks ooit nog uitgebracht zullen worden. In hoeverre de outtakes van het album Blackstar en andere outtakes van eerdere albums nog zullen worden uitgebracht, is onderwerp van speculatie.
Op 21 oktober 2016 verscheen het Lazarus castalbum, waarop achttien Bowienummers staan die door de acteurs en muzikanten van de musical Lazarus zijn uitgevoerd. Vier van die nummers schreef Bowie speciaal voor de musical. Deze nummers heeft Bowie met de Blackstar-band van tevoren ook zelf opgenomen en gezongen. Ze staan ook op het Lazarus castalbum, op een aparte cd en – in de vinylversie – op een aparte eenzijdige LP. De nummers zijn een andere, eerdere versie van het nummer Lazarus en de nieuwe nummers No Plan, When I Met You en Killing a Little Time.

## Seksualiteit
Volgens LHBT-journalist J. Bryan Lowder speelde Bowie hard to get met seksualiteit. Bowie pionierde volgens hem met de later gangbare strategie onder popsterren om hints te laten vallen en terloops identiteiten aan te nemen om zich er later weer van te ontdoen en zo de interesse van zijn heteropubliek en de toewijding van zijn queerpubliek te behouden.
In 1972 verklaarde Bowie in een interview dat hij gay was, hoewel hij op dat moment getrouwd was met Angela. Vier jaar later zei hij in een interview met Playboy: "Het is waar – ik ben biseksueel". Tijdens een interview met Rolling Stone in 1983 kwam hij daarop terug: "De grootste fout die ik ooit heb gemaakt was die schrijver van Melody Maker vertellen dat ik biseksueel was. Jeetje, wat was ik toen jong. Ik was aan het experimenteren..." Veel van zijn queerfans zagen deze herroeping als "een daad van verraad". Tien jaar later verklaarde hij in hetzelfde magazine: "Ik denk dat ik altijd al een stiekeme heteroseksueel was. Ik heb nooit het gevoel gehad dat ik echt biseksueel was."

## Kunstschilder en verzamelaar
Bowie studeerde net als verschillende andere musici van zijn generatie aan de kunstacademie. Sinds de jaren tachtig schilderde Bowie ook zelf. Bekend zijn onder andere schilderijen uit de Berlijnse periode (schilderijen van Iggy pop en een zelfportret, schilderijen in een expressionistische stijl). Ook tijdens zijn latere carrière is Bowie blijven schilderen. Onbekend is of Bowie ook in zijn 'stille periode' van 2004 tot 2016 heeft geschilderd. Bowie is ook een verzamelaar van kunst, sinds zijn kindertijd. Uit zijn schilderijen zijn voorkeuren waar te nemen voor surrealistische kunst, stripverhalen van Marvel Comics en werk van Francis Picabia en Egon Schiele. In november 2016 werden meer dan 350 werken uit Bowie's kunstcollectie, onder anderen van Jean-Michel Basquiat, Damien Hirst, Frank Auerbach en Henry Moore, geveild bij Sotheby's in Londen. De veiling leverde 41 miljoen dollar op.

## Trivia
- In augustus 2016 werd door burgemeester van Berlijn Michael Müller een porseleinen gedenksteen onthuld op het voormalig adres van Bowie in Berlijn, Hauptstraße 155. Hij roemde Bowie een zinnebeeld voor de mondiale, open en tolerante atmosfeer van de stad.[10] In september 2016 lag deze gedenksteen door onbekende oorzaak aan diggelen op de grond. Binnen enkele dagen was een nieuwe op dezelfde plaats aangebracht.
- De spinnensoort Heteropoda davidbowie is vernoemd naar Bowie vanwege de opvallend lange poten en zijn gele lichaamsbeharing.[11]
- Elon Musk schoot raket 'Falcon Heavy' naar Mars met een Teslaauto aan boord als publiciteitsstunt. Onderweg klonk onder meer het lied Space Oddity van David Bowie uit de speakers van de auto. (07 feb. 2018)[12][13]

## Filmografie
Overige (gedeeltelijk):
- 1969 · Love You till Tuesday
- 1973 · Ziggy Stardust and the Spiders from Mars (documentaire)
- 1974 · Cracked Actor (BBC documentaire)
- 1983 · Group Madness (documentaire)
- 1983 · Cool Cats: Twenty-Five Years of Rock 'N' Roll Style (documentaire)
- 1987 · Queen: The Magic Years (documentaire)
- 1988 · Imagine: John Lennon (documentaire)
- 1990 · Superstar: The Life and Times of Andy Warhol (documentaire)
- 1992 · Travelling Light (documentaire)
- 1997 · Inspirations (documentaire)
- 1998 · Lou Reed: Rock and Roll Heart (documentaire)
- 2002 · Hollywood Rocks the Movies: The 1970s with David Bowie (tv-documentaire)
- 2003 · Mayor of the Sunset Strip (documentaire)
- 2006 · Extra's
- 2022 · Moonage Daydream (documentaire)